# مدار ۵۵ درجه شمالی
مدار ۵۵ درجه شمالی، دایره‌ای از عرض جغرافیایی است که در ۵۵ درجهٔ شمالی خط استوا قرار دارد.

## گذر از مناطق
از نصف‌النهار مبدأ شروع می‌شود و به سمت مشرق ۵۵ درجه شمالی از موارد زیر گذر می‌کند:
| مختصات‌ها                                             | کشور، قلمرو یا دریا   | توضیحات |
| ---------------------------------------------------- | --------------------- | --- |
| ۵۵°۰′ شمالی ۰°۰′ شرقی / ۵۵٫۰۰۰°شمالی ۰٫۰۰۰°شرقی      | دریای شمال            | |
| ۵۵°۰′ شمالی ۸°۲۱′ شرقی / ۵۵٫۰۰۰°شمالی ۸٫۳۵۰°شرقی     | آلمان                 | جزیرهٔ زیلت, close to Germany's northernmost point |
| ۵۵°۰′ شمالی ۸°۲۳′ شرقی / ۵۵٫۰۰۰°شمالی ۸٫۳۸۳°شرقی     | دریای وادن            | |
| ۵۵°۰′ شمالی ۸°۳۹′ شرقی / ۵۵٫۰۰۰°شمالی ۸٫۶۵۰°شرقی     | دانمارک               | یوتلاند (mainland) and the جزیرهٔ Als |
| ۵۵°۰′ شمالی ۹°۵۸′ شرقی / ۵۵٫۰۰۰°شمالی ۹٫۹۶۷°شرقی     | Little Belt           | |
| ۵۵°۰′ شمالی ۱۰°۲۷′ شرقی / ۵۵٫۰۰۰°شمالی ۱۰٫۴۵۰°شرقی   | دانمارک               | جزیرهٔ Skarø, Tåsinge و Langeland |
| ۵۵°۰′ شمالی ۱۰°۵۴′ شرقی / ۵۵٫۰۰۰°شمالی ۱۰٫۹۰۰°شرقی   | Great Belt            | |
| ۵۵°۰′ شمالی ۱۱°۵′ شرقی / ۵۵٫۰۰۰°شمالی ۱۱٫۰۸۳°شرقی    | Smålandsfarvandet     | |
| ۵۵°۰′ شمالی ۱۱°۵۳′ شرقی / ۵۵٫۰۰۰°شمالی ۱۱٫۸۸۳°شرقی   | دانمارک               | جزیرهٔ شیلند و Møn |
| ۵۵°۰′ شمالی ۱۲°۳۲′ شرقی / ۵۵٫۰۰۰°شمالی ۱۲٫۵۳۳°شرقی   | دریای بالتیک          | |
| ۵۵°۰′ شمالی ۱۴°۵۹′ شرقی / ۵۵٫۰۰۰°شمالی ۱۴٫۹۸۳°شرقی   | دانمارک               | جزیرهٔ Bornholm |
| ۵۵°۰′ شمالی ۱۵°۶′ شرقی / ۵۵٫۰۰۰°شمالی ۱۵٫۱۰۰°شرقی    | دریای بالتیک          | |
| ۵۵°۰′ شمالی ۲۰°۳۳′ شرقی / ۵۵٫۰۰۰°شمالی ۲۰٫۵۵۰°شرقی   | روسیه                 | استان کالینینگراد - passing through the Curonian Lagoon |
| ۵۵°۰′ شمالی ۲۲°۳۸′ شرقی / ۵۵٫۰۰۰°شمالی ۲۲٫۶۳۳°شرقی   | لیتوانی               | |
| ۵۵°۰′ شمالی ۲۶°۱۳′ شرقی / ۵۵٫۰۰۰°شمالی ۲۶٫۲۱۷°شرقی   | بلاروس                | |
| ۵۵°۰′ شمالی ۳۰°۵۸′ شرقی / ۵۵٫۰۰۰°شمالی ۳۰٫۹۶۷°شرقی   | روسیه                 | |
| ۵۵°۰′ شمالی ۶۸°۱۲′ شرقی / ۵۵٫۰۰۰°شمالی ۶۸٫۲۰۰°شرقی   | قزاقستان              | |
| ۵۵°۰′ شمالی ۷۱°۱′ شرقی / ۵۵٫۰۰۰°شمالی ۷۱٫۰۱۷°شرقی    | روسیه                 | |
| ۵۵°۰′ شمالی ۱۳۵°۲۴′ شرقی / ۵۵٫۰۰۰°شمالی ۱۳۵٫۴۰۰°شرقی | دریای اختسک           | |
| ۵۵°۰′ شمالی ۱۳۶°۴۷′ شرقی / ۵۵٫۰۰۰°شمالی ۱۳۶٫۷۸۳°شرقی | روسیه                 | Feklistova Island |
| ۵۵°۰′ شمالی ۱۳۷°۴′ شرقی / ۵۵٫۰۰۰°شمالی ۱۳۷٫۰۶۷°شرقی  | دریای اختسک           | |
| ۵۵°۰′ شمالی ۱۳۷°۲۶′ شرقی / ۵۵٫۰۰۰°شمالی ۱۳۷٫۴۳۳°شرقی | روسیه                 | Bolshoy Shantar Island |
| ۵۵°۰′ شمالی ۱۳۸°۱۱′ شرقی / ۵۵٫۰۰۰°شمالی ۱۳۸٫۱۸۳°شرقی | دریای اختسک           | |
| ۵۵°۰′ شمالی ۱۵۵°۳۵′ شرقی / ۵۵٫۰۰۰°شمالی ۱۵۵٫۵۸۳°شرقی | روسیه                 | شبه‌جزیره کامچاتکا |
| ۵۵°۰′ شمالی ۱۶۱°۵۹′ شرقی / ۵۵٫۰۰۰°شمالی ۱۶۱٫۹۸۳°شرقی | اقیانوس آرام          | |
| ۵۵°۰′ شمالی ۱۶۶°۸′ شرقی / ۵۵٫۰۰۰°شمالی ۱۶۶٫۱۳۳°شرقی  | روسیه                 | Bering Island |
| ۵۵°۰′ شمالی ۱۶۶°۲۳′ شرقی / ۵۵٫۰۰۰°شمالی ۱۶۶٫۳۸۳°شرقی | دریای برینگ           | گذرکردن از شمال Medny Island, روسیه |
| ۵۵°۰′ شمالی ۱۶۳°۵۷′ غربی / ۵۵٫۰۰۰°شمالی ۱۶۳٫۹۵۰°غربی | ایالات متحده آمریکا   | آلاسکا - Unimak Island and the آلاسکا |
| ۵۵°۰′ شمالی ۱۶۲°۳۴′ غربی / ۵۵٫۰۰۰°شمالی ۱۶۲٫۵۶۷°غربی | اقیانوس آرام          | خلیج آلاسکا - گذرکردن از جنوب Dolgoi Island و Unga Island, آلاسکا, ایالات متحده آمریکا |
| ۵۵°۰′ شمالی ۱۶۰°۸′ غربی / ۵۵٫۰۰۰°شمالی ۱۶۰٫۱۳۳°غربی  | ایالات متحده آمریکا   | آلاسکا - Nagai Island |
| ۵۵°۰′ شمالی ۱۶۰°۴′ غربی / ۵۵٫۰۰۰°شمالی ۱۶۰٫۰۶۷°غربی  | اقیانوس آرام          | خلیج آلاسکا |
| ۵۵°۰′ شمالی ۱۵۹°۲۵′ غربی / ۵۵٫۰۰۰°شمالی ۱۵۹٫۴۱۷°غربی | ایالات متحده آمریکا   | آلاسکا - Little Koniuji Island |
| ۵۵°۰′ شمالی ۱۵۹°۲۱′ غربی / ۵۵٫۰۰۰°شمالی ۱۵۹٫۳۵۰°غربی | اقیانوس آرام          | خلیج آلاسکا |
| ۵۵°۰′ شمالی ۱۳۳°۹′ غربی / ۵۵٫۰۰۰°شمالی ۱۳۳٫۱۵۰°غربی  | ایالات متحده آمریکا   | آلاسکا - Dall Island, Sukkwan Island و Prince of Wales Island |
| ۵۵°۰′ شمالی ۱۳۱°۵۹′ غربی / ۵۵٫۰۰۰°شمالی ۱۳۱٫۹۸۳°غربی | Clarence Strait       | |
| ۵۵°۰′ شمالی ۱۳۱°۳۶′ غربی / ۵۵٫۰۰۰°شمالی ۱۳۱٫۶۰۰°غربی | ایالات متحده آمریکا   | آلاسکا - Annette Island و Duke Island |
| ۵۵°۰′ شمالی ۱۳۱°۱۵′ غربی / ۵۵٫۰۰۰°شمالی ۱۳۱٫۲۵۰°غربی | Revillagigedo Channel | |
| ۵۵°۰′ شمالی ۱۳۱°۰′ غربی / ۵۵٫۰۰۰°شمالی ۱۳۱٫۰۰۰°غربی  | ایالات متحده آمریکا   | آلاسکا - آلاسکا |
| ۵۵°۰′ شمالی ۱۳۰°۱۵′ غربی / ۵۵٫۰۰۰°شمالی ۱۳۰٫۲۵۰°غربی | کانادا                | بریتیش کلمبیا - Pearse Island and the mainland آلبرتا ساسکاچوان مانیتوبا انتاریو |
| ۵۵°۰′ شمالی ۸۲°۱۶′ غربی / ۵۵٫۰۰۰°شمالی ۸۲٫۲۶۷°غربی   | خلیج هودسن            | |
| ۵۵°۰′ شمالی ۷۸°۲۸′ غربی / ۵۵٫۰۰۰°شمالی ۷۸٫۴۶۷°غربی   | کانادا                | کبک نیوفاندلند و لابرادور - حدود 12 km کبک (استان) نیوفاندلند و لابرادور - حدود 5 km کبک (استان) - حدود 3 km نیوفاندلند و لابرادور کبک (استان) نیوفاندلند و لابرادور - سرزمین اصلی و the Adlavik Islands |
| ۵۵°۰′ شمالی ۵۸°۴۰′ غربی / ۵۵٫۰۰۰°شمالی ۵۸٫۶۶۷°غربی   | اقیانوس اطلس          | |
| ۵۵°۰′ شمالی ۸°۳۳′ غربی / ۵۵٫۰۰۰°شمالی ۸٫۵۵۰°غربی     | جمهوری ایرلند         | جزیرهٔ Arranmore and mainland |
| ۵۵°۰′ شمالی ۷°۲۴′ غربی / ۵۵٫۰۰۰°شمالی ۷٫۴۰۰°غربی     | بریتانیا              | ایرلند شمالی |
| ۵۵°۰′ شمالی ۵°۵۹′ غربی / ۵۵٫۰۰۰°شمالی ۵٫۹۸۳°غربی     | North Channel         | |
| ۵۵°۰′ شمالی ۵°۱۰′ غربی / ۵۵٫۰۰۰°شمالی ۵٫۱۶۷°غربی     | بریتانیا              | اسکاتلند انگلستان |
| ۵۵°۰′ شمالی ۱°۲۵′ غربی / ۵۵٫۰۰۰°شمالی ۱٫۴۱۷°غربی     | دریای شمال            | |